# Бориславци
Бориславци (болг. Бориславци) — село в Болгарии. Находится в Хасковской области, входит в общину Маджарово. Население составляет 227 человек.

## Политическая ситуация
В местном кметстве Бориславци, в состав которого входит Бориславци, должность кмета (старосты) исполняет Христо Тодоров Николов (Гражданская Сила) по результатам выборов.
Кмет (мэр) общины Маджарово — Милко Петков Армутлиев (Земледельческий народный союз (ЗНС)) по результатам выборов.